# Pacte de Toledo
Es denomina  Pacte de Toledo  a l'aprovació pel ple del Congrés dels Diputats d'Espanya, durant la sessió del 6 d'abril de 1995, del document prèviament aprovat per la Comissió de Pressupostos el dia 30 de març de 1995, referent a l'"anàlisi dels problemes estructurals del sistema de seguretat social i de les principals reformes que s'hauran d'escometre".

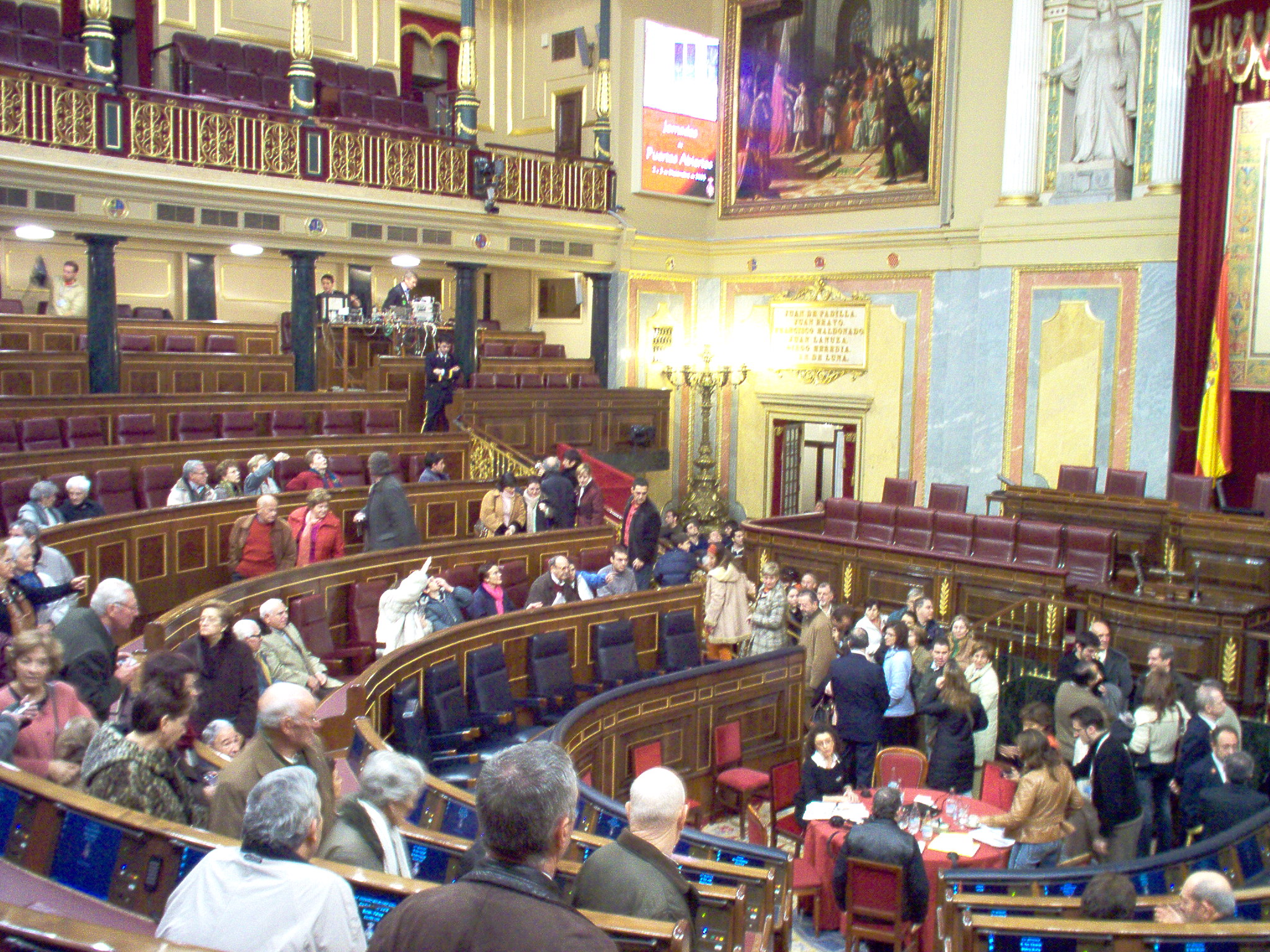
Imatge de l'hemicicle en un dia de portes obertes.

Aquesta aprovació va tenir el seu origen en una proposició no de llei del la coalició catalana Convergència i Unió que va proposar la inclusió d'una ponència (número 154/4) sobre la qüestió de la seguretat social en la comissió de pressupostos del congrés dels diputats.

## Antecedents
Les recomanacions del Banc Mundial constitueixen un antecedent, en el sentit que aquestes aposten per un sistema mixt i resultar molt influents en les reformes de 1987. Un altre antecedent és l'anomenat "llibre blanc de Delors", publicat el 1993.

## Context
El govern del PSOE es trobava en una situació de debilitat política que es veia créixer per la crisi, en menys d'un any assumiria el poder el Partit Popular.
| ← Eleccions generals espanyoles 6 de juny de 1993 → |           |       |        |     |
| Partit                                              | Vots      | %     | Escons | Dif |
| Partit Socialista Obrer Espanyol (PSOE)             | 9.150.083 | 38,78 | 159    | -16 |
| Partit Popular (PP)                                 | 8.201.463 | 34,76 | 141    | +34 |
| Esquerra Unida (IU)                                 | 2.253.722 | 9,55  | 18     | +1  |
| Convergència i Unió (CiU)                           | 1.165.783 | 4,94  | 17     | -1  |
| Centre Democràtic i Social (CDS)                    | 414.740   | 1,76  | 0      | -14 |
| Partit Nacionalista Basc (PNB)                      | 291.448   | 1,24  | 5      | =   |

El descens de les aportacions i l'increment de les despeses del sistema posaven en dubte l'estabilitat del sistema, si bé hi ha opinions enfrontades sobre si això era o no totalment cert.
En un període de crisi econòmica, nombroses empreses havien apostat per la jubilació anticipada com a forma de reestructurar els seus entramats productius, es van produir nombrosos acomiadaments, envelliment de la població, atur estructural agrari, alt grau de frau en les cotitzacions, tot això sotmetia a pressió al sistema de pensions, segons les principals forces polítiques.

## Contingut
El document aprovat descriu l'evolució del sistema de pensions espanyol, quins són els factors futurs que podrien afectar aquest sistema i una sèrie de quinze recomanacions (Títol IX del document):

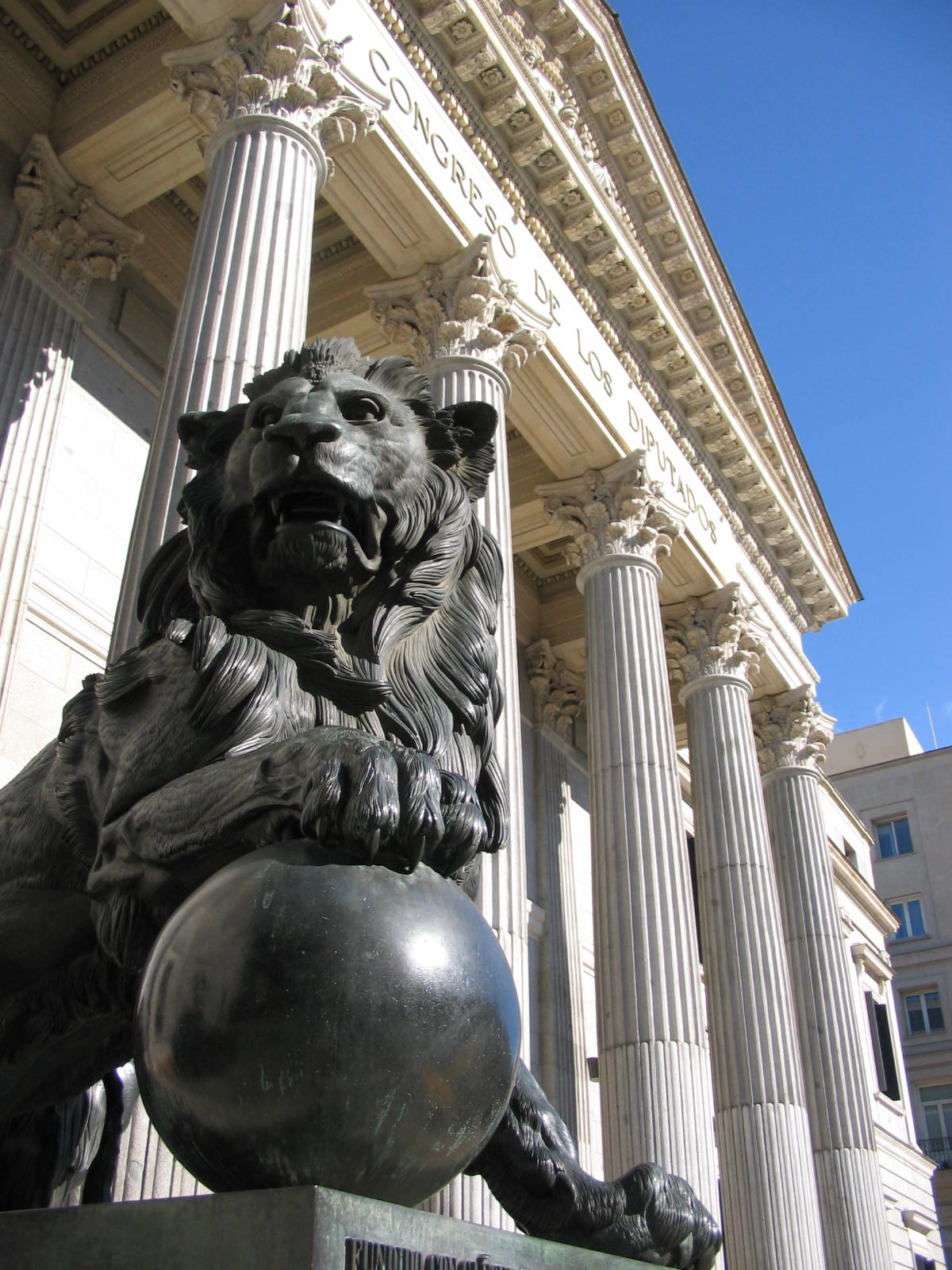
Entrada al Congrés dels Diputats.

1. Separació i clarificació de les fonts de finançament
2. Constitució de reserves
3. Millores de les bases
4. Finançament dels règims especials
5. Millora dels mecanismes de recaptació
6. Simplificació i integració de règim especials
7. Integració de la gestió
8. Evolució de les cotitzacions
9. Equitat i contributivitat del sistema
10. Edat de jubilació
11. Manteniment del poder adquisitiu de les pensions
12. Reforç del principi de solidaritat
13. Millora de la gestió
14. Sistema complementari
15. Anàlisi i seguiment de l'evolució del sistema

Aquestes recomanacions van conformar l'evolució del sistema de pensions, començant a tenir efecte en 1996.
El paquet de mesures presentades tenia com a objectiu declarat reduir la pressió a què estava sotmès el pressupost de la Seguretat Social. En primer lloc realitza una separació entre les diferents fonts de finançament de les prestacions, deixant les anomenades prestacions no contributives i universals (com sanitat i serveis socials) a càrrec de la imposició general i les pensions contributives a càrrec d'un sistema de cotitzacions socials. Això és un canvi important en tant que es passa d'un sistema de repartiment pur a un sistema en el que es cobra en funció d'allò cotitzat (pel que fa a prestacions contributives).
Per solucionar les fluctuacions de les contribucions, es crea un fons de reserva (Fons de Reserva de la Seguretat Social o FRSS) durant els períodes de bonança, destinat a eliminar la necessitat d'augmentar les contribucions per mantenir les prestacions en temps de crisi. Aquest fons és deute públic espanyol (com a mínim un 45%), opcionalment deute públic d'un altre estat de la zona euro (en el passat ha estat bàsicament deute alemany i francès), i ha d'haver-se adquirit en mercats oficials i regulats.
Les bases de cotització s'homogeneïtzen i es busca unificar els diferents règims especials de manera que iguals cotitzacions equivalguin a iguals prestacions excepte per al cas de sectors com la mineria del carbó, agrari i pesquer. D'altra banda, dins de l'homogeneïtzació hi ha tracte diferenciat per a situacions que requereixin excepcional zel protector com ara l'ampliació de l'edat per a rebre pensions d'orfandat.
La millora dels mitjans de recaptació i la lluita contra el frau i contra l'economia submergida es recullen també en el document com una estratègia per augmentar l'eficiència del sistema. També millora la gestió i la fiscalització de les pensions, especialment les baixes per malaltia i subsidi d'atur.
Pel que fa a l'evolució de les cotitzacions, es proposa una dinamització del sector públic mitjançant una baixada de les cotitzacions en determinats sectors amb gran intensitat de mà d'obra o treballs d'alta qualificació, sempre dins d'un criteri d'equilibri del sistema.
L'edat de jubilació es manté en 65 anys però s'incentiva que aquells que ho desitgin mantinguin els seus llocs de treball.
S'imposa al congrés la creació d'una ponència sobre l'evolució del sistema de pensions. Es crearà una comissió legislativa no permanent del Pacte de Toledo que es reunirà periòdicament per discutir l'evolució del sistema.